# Acalolepta meeki
Acalolepta meeki es una especie de escarabajo longicornio del género Acalolepta, tribu Monochamini, subfamilia Lamiinae. Fue descrita científicamente por Breuning en 1982.
Se distribuye por Papúa Nueva Guinea. Mide aproximadamente 30 milímetros de longitud. El período de vuelo de esta especie ocurre en el mes de abril.